# Sinagoga Quai Kléber di Strasburgo
La Sinagoga Quai Kléber di Strasburgo, oggi scomparsa, era la sinagoga monumentale della città di Strasburgo. Costruita tra il 1896 e il 1898 in stile neoromanico, fu incendiata e distrutta dai nazisti nel settembre 1940 nel corso dell'Olocausto.

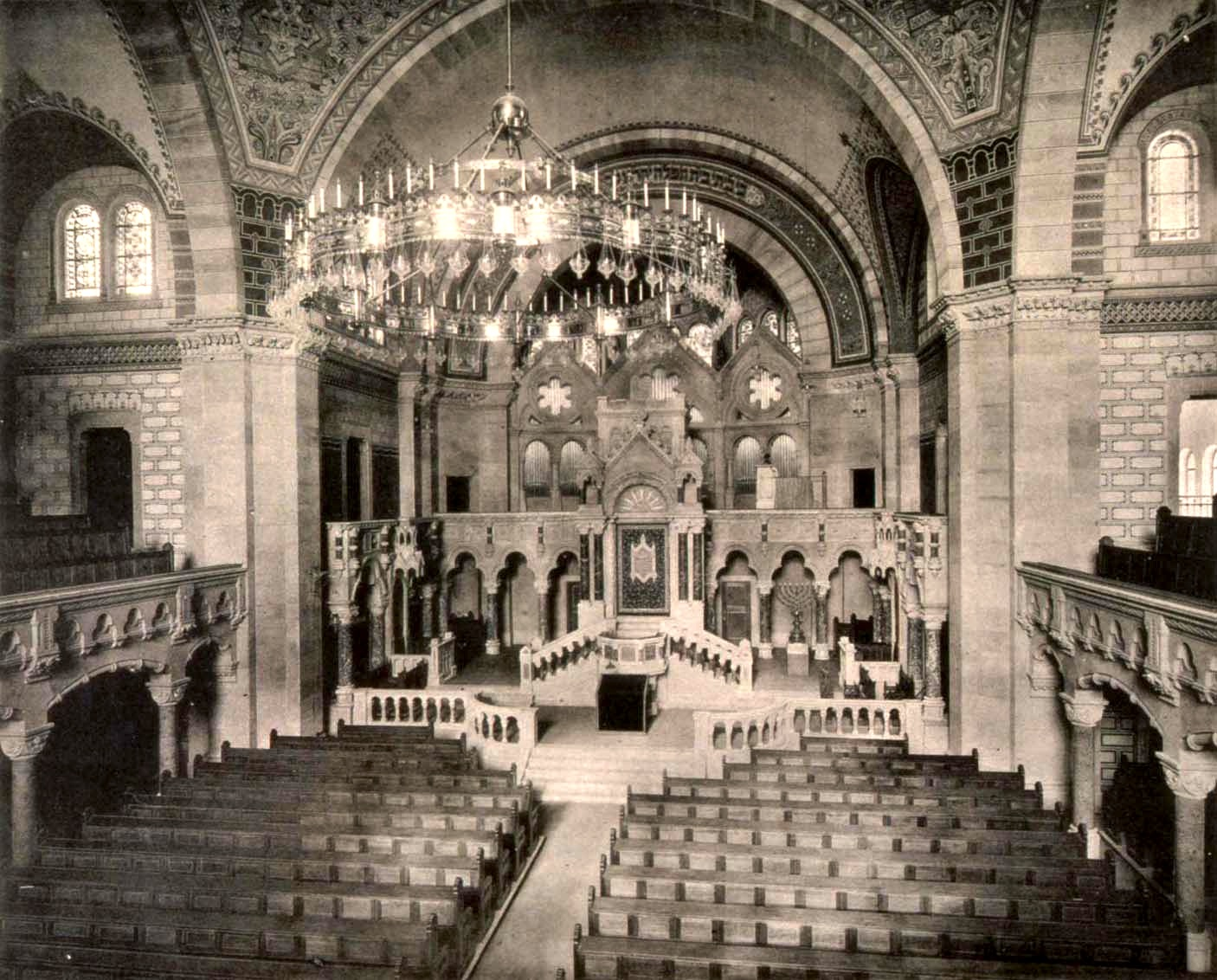
L'interno della sinagoga

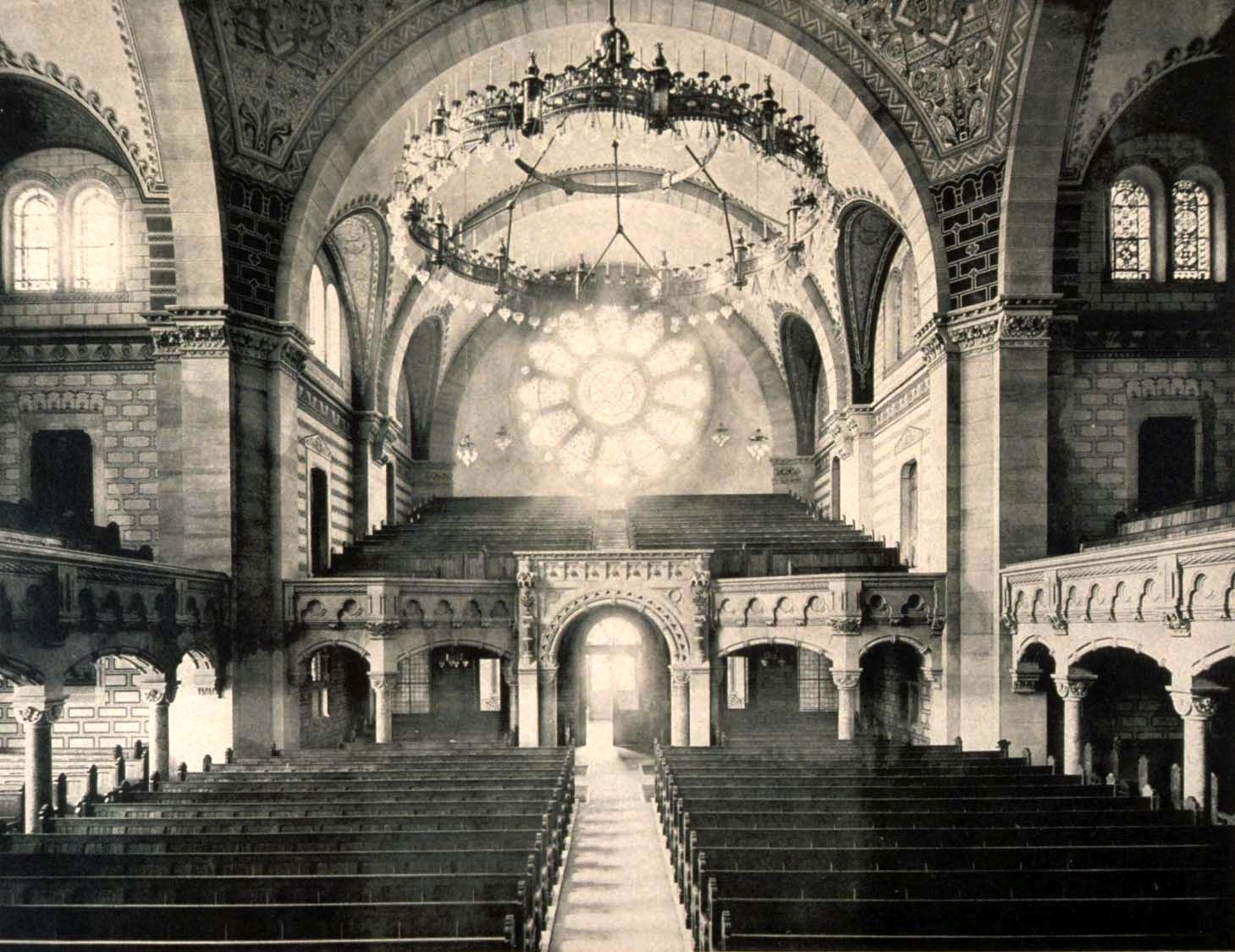
L'interno della sinagoga

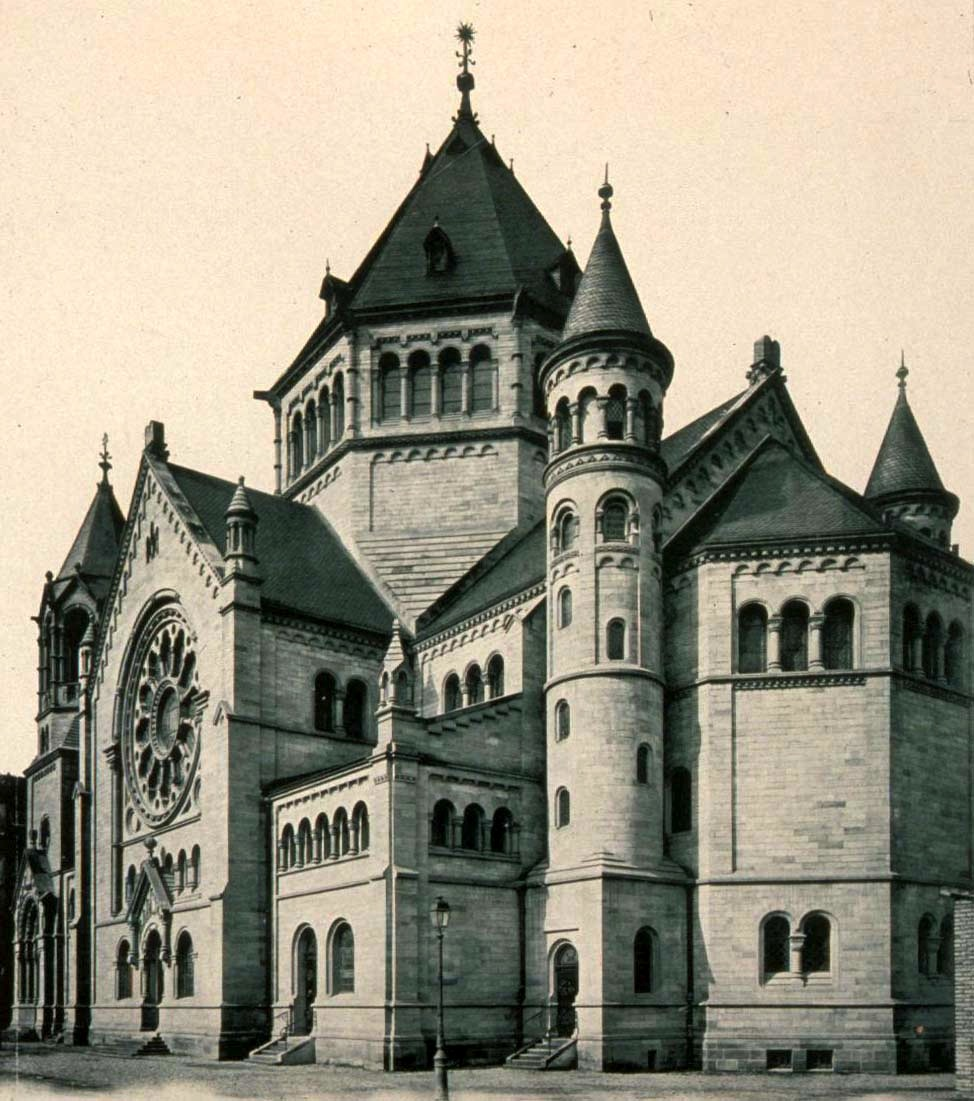
Altra veduta esterna

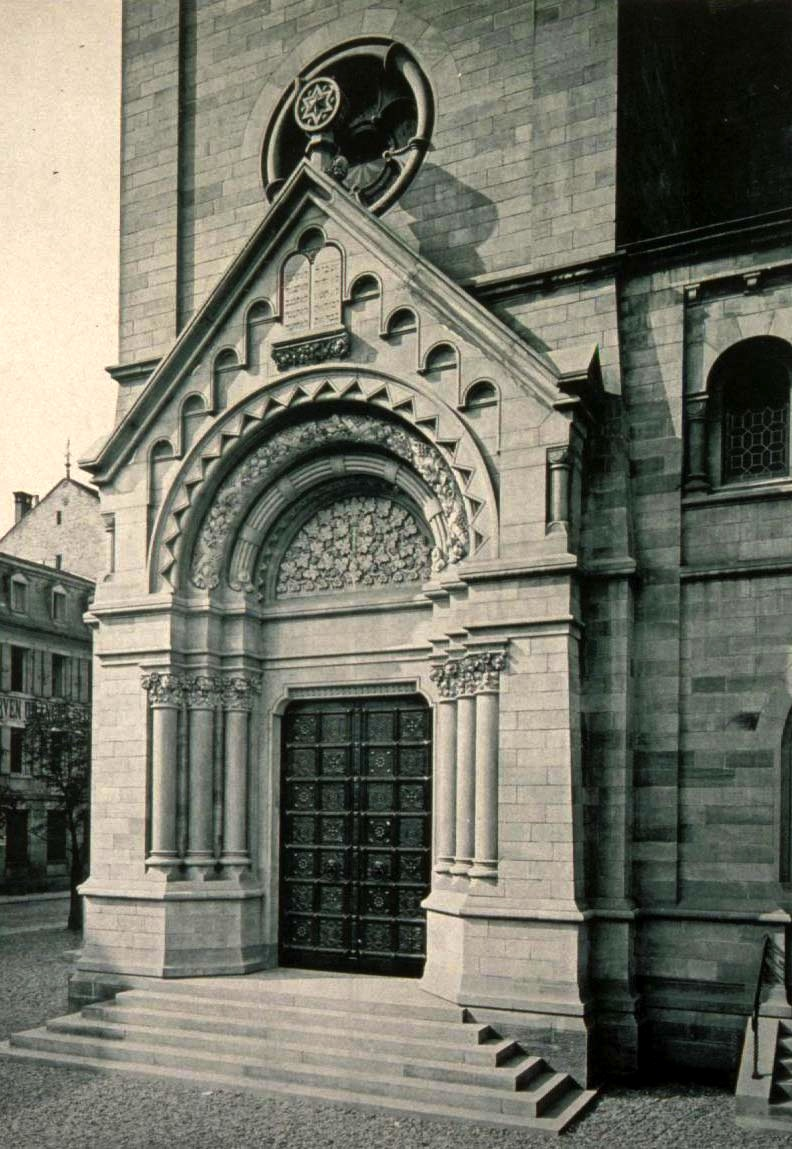
Il portale d'ingresso

## Storia
La Sinagoga Sainte-Hélène di Strasburgo, inaugurata l'8 settembre 1834, era stata la prima sinagoga monumentale edificata della locale comunità ebraica che allora contava sui 1500 membri. In seguito al rapido incremento demografico a causa dell'esodo dalle zone rurali e dell'immigrazione da altre regioni, la comunità dovette considerare già nel 1889 la costruzione di una nuova sinagoga. Fu formata una commissione con il compito di trovare un luogo adatto e reperire i fondi necessari per questa operazione.
Strasburgo era allora dal 1871 parte della Germania. Il progetto fu affidata all'architetto Ludwig Levy di Karlsruhe, che già aveva realizzato altre celebri sinagoghe ed al quale erano stati appaltati in città altri importati progetti di edifici pubblici e privati.
I lavori ebbero ufficialmente inizio il 9 aprile 1896 con la cerimonia di posa della prima pietra del nuovo edificio, alla presenza dell'architetto, della maestranze, del rabbino e del presidente della comunità ebraica e di un folto pubblico.
Il 27 novembre 1897 furono completati i lavori di muratura. Fu così possibile procedere alla sistemazione dell'interno dell'edificio che terminò nel settembre del 1898, l'anno in cui in Francia divampava l'affare Dreyfus con la pubblicazione del J'accuse di Émile Zola.

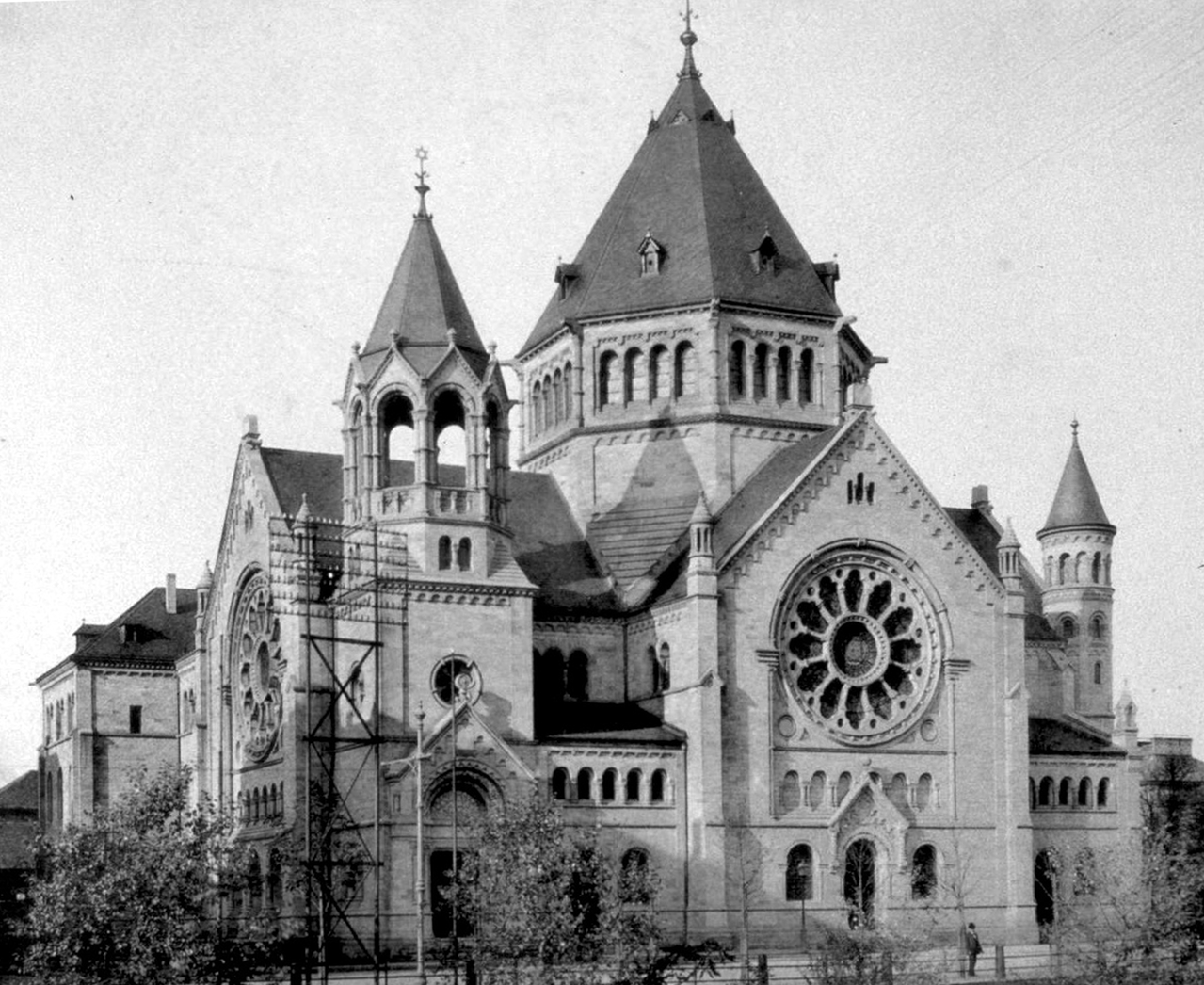
La sinagoga nel 1898, l'anno della sua inaugurazione

Una doppia cerimonia ebbe luogo l'8 settembre 1898. Ci fu prima di tutto una festa d'addio alla Sinagoga Sainte-Hélène. I rotoli della Legge ivi conservati furono quindi portati in processione fino al nuovo edificio sinagogale, dove si svolse la cerimonia di inaugurazione officiata dal rabbino capo Isaac Weil alla presenza dell'architetto Gustave Lévy e dell'intera comunità.
L'imponente sinagoga in stile neoromanico svettava lungo il molo di Kléber con la sua grandiosa torre ottagonale alta 54 metri, i suoi ampi portici e le sue torrette. La sua architettura richiamava quella delle cattedrali imperiali di Mainz, Speyer e Worms. Aveva una capienza di 1639 posti (825 per gli uomini, 654 per le donne e 40 riservati ai coristi) ed includeva un oratorio per cento persone.

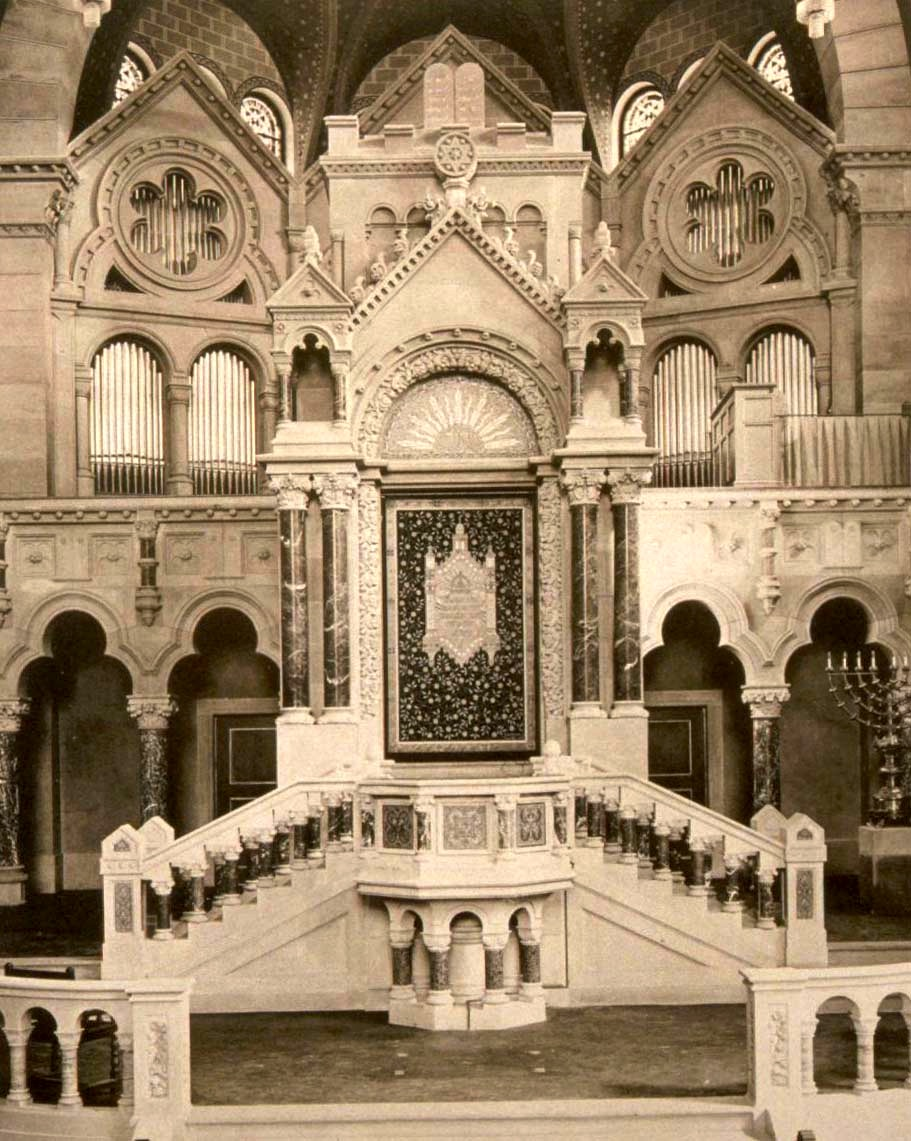
L'Arca Santa
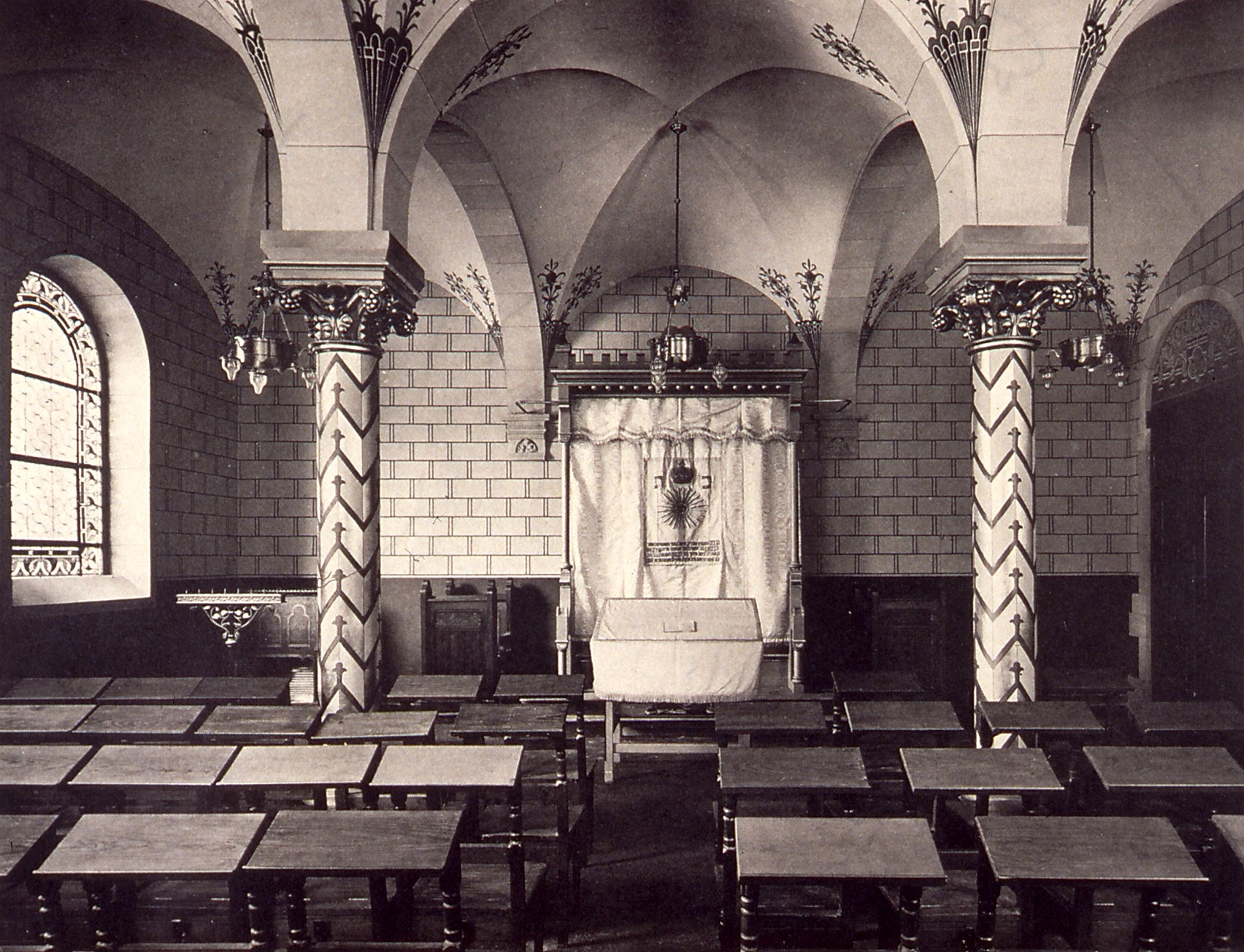
L'oratorio
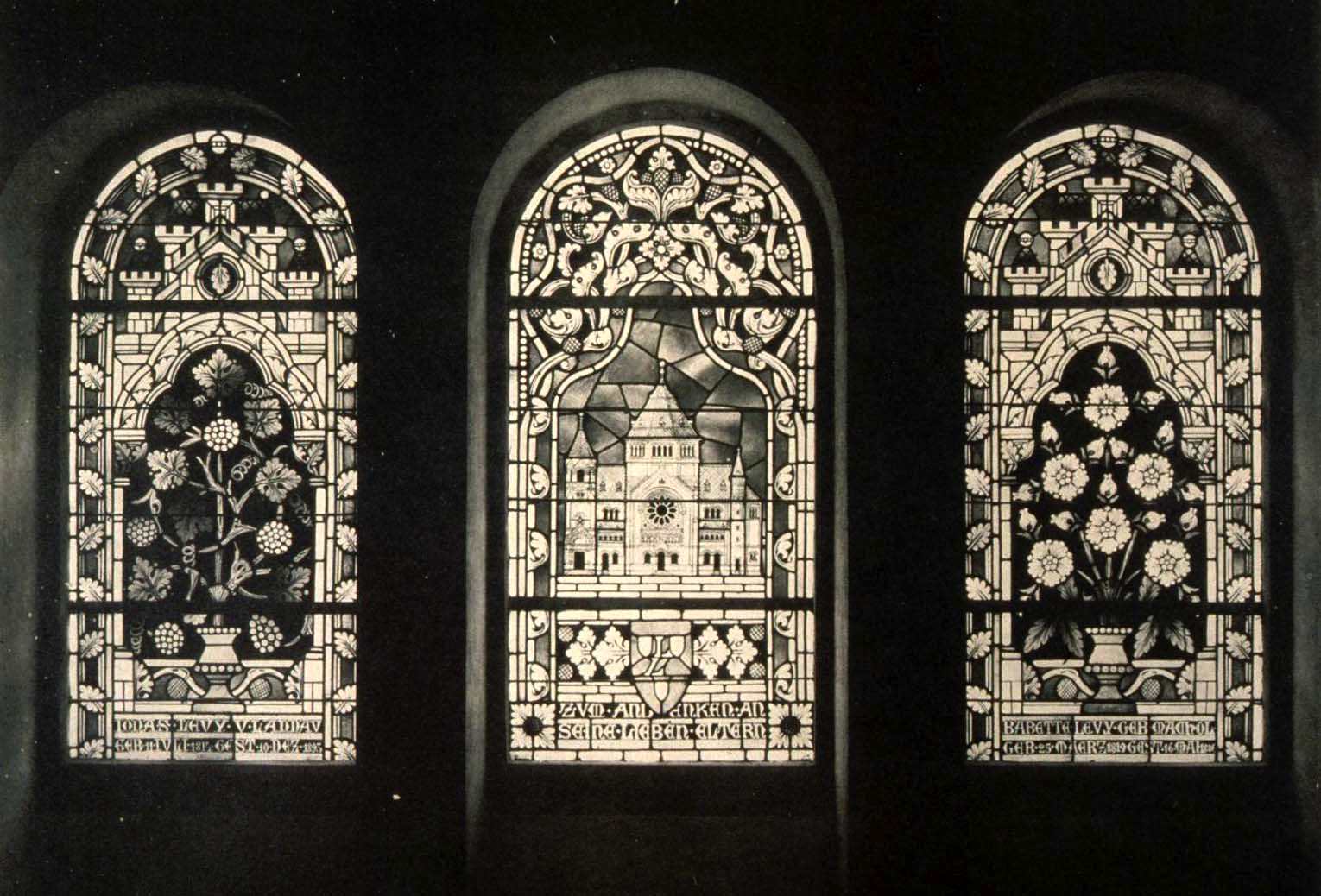
Le vetrate
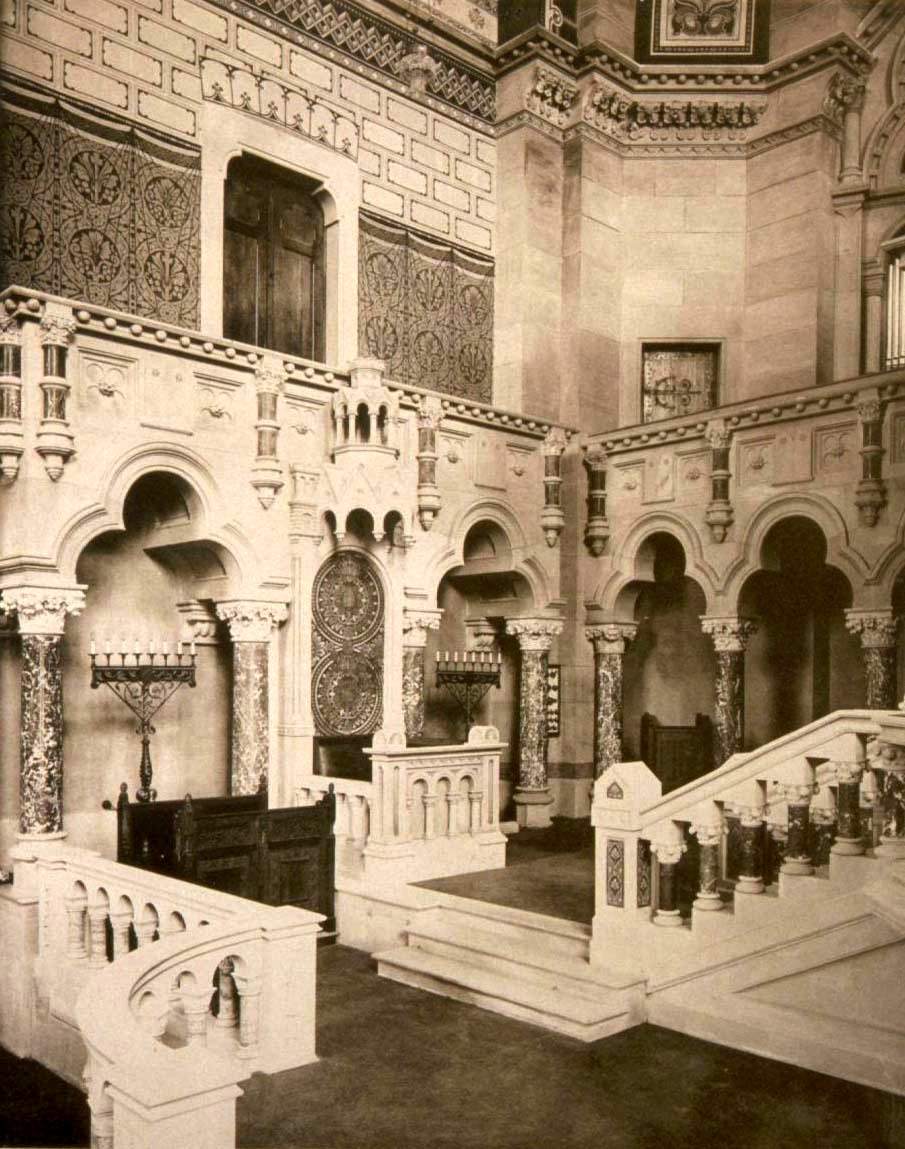
La sala del concistoro

Per 42 anni la sinagoga farà da cornice ad un'intensa vita religiosa e sociale, in occasione delle principali feste ebraiche ma anche, dopo il ritorno di Strasburgo sotto la sovranità francese nel 1919, in occasione di festività civili annuali come la ricorrenza della fine della prima guerra mondiale dell'11 novembre e la Festa della Repubblica del 14 luglio. Con queste celebrazioni la comunità ebraica intendeva rinsaldare i propri legami con la Repubblica francese e la propria integrazione con la società francese. Per la sua bellezza ed imponenza la sinagoga, tra gli edifici più caratteristici della città, era immortalata in fotografie e cartoline turistiche.

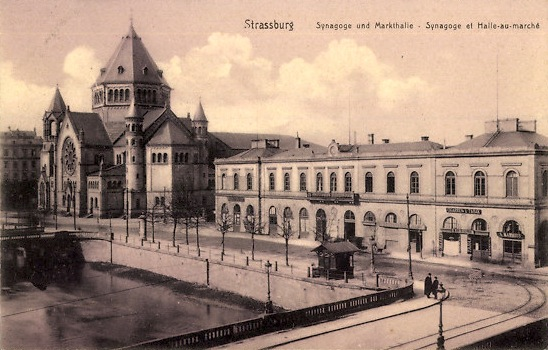
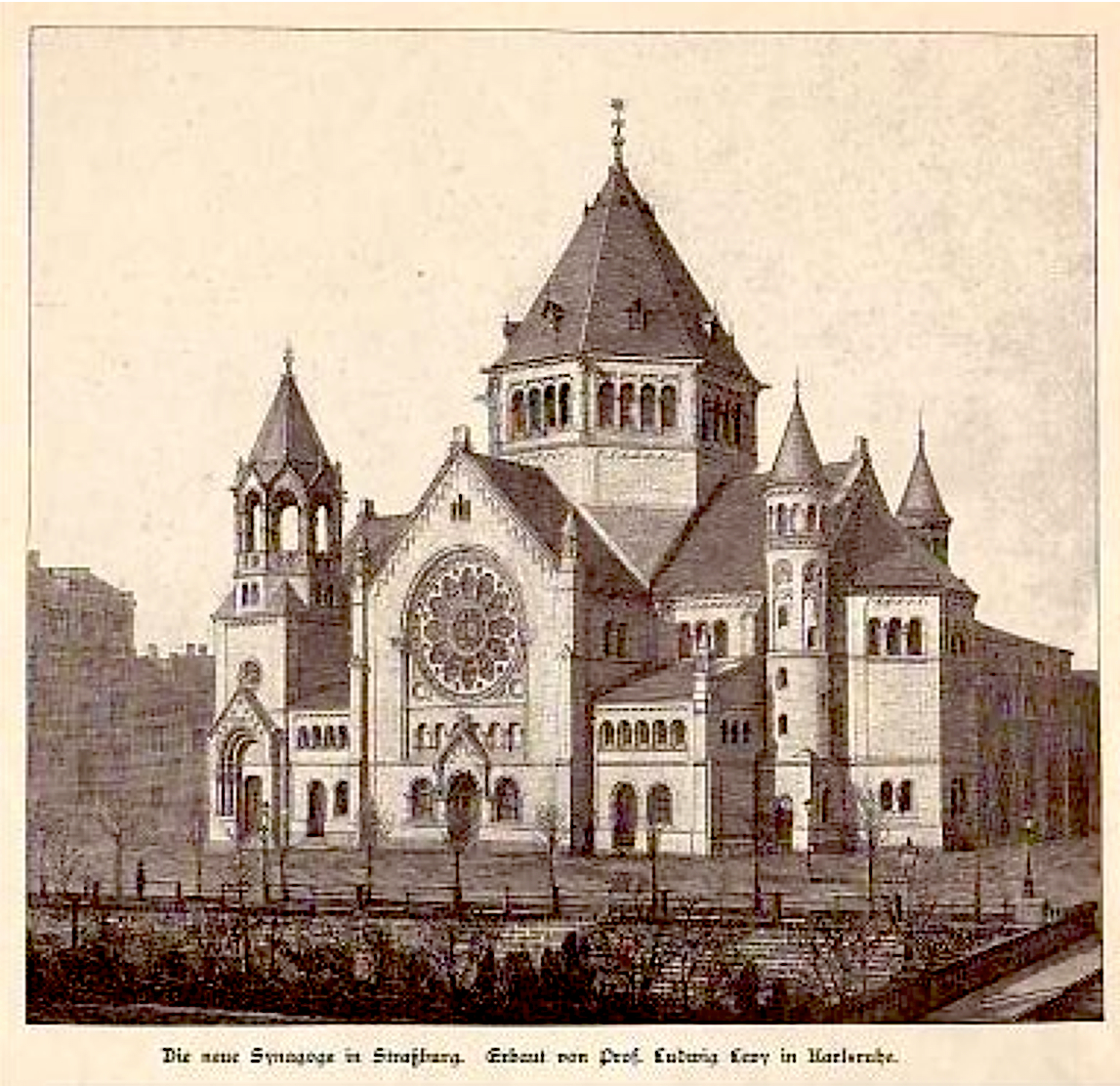
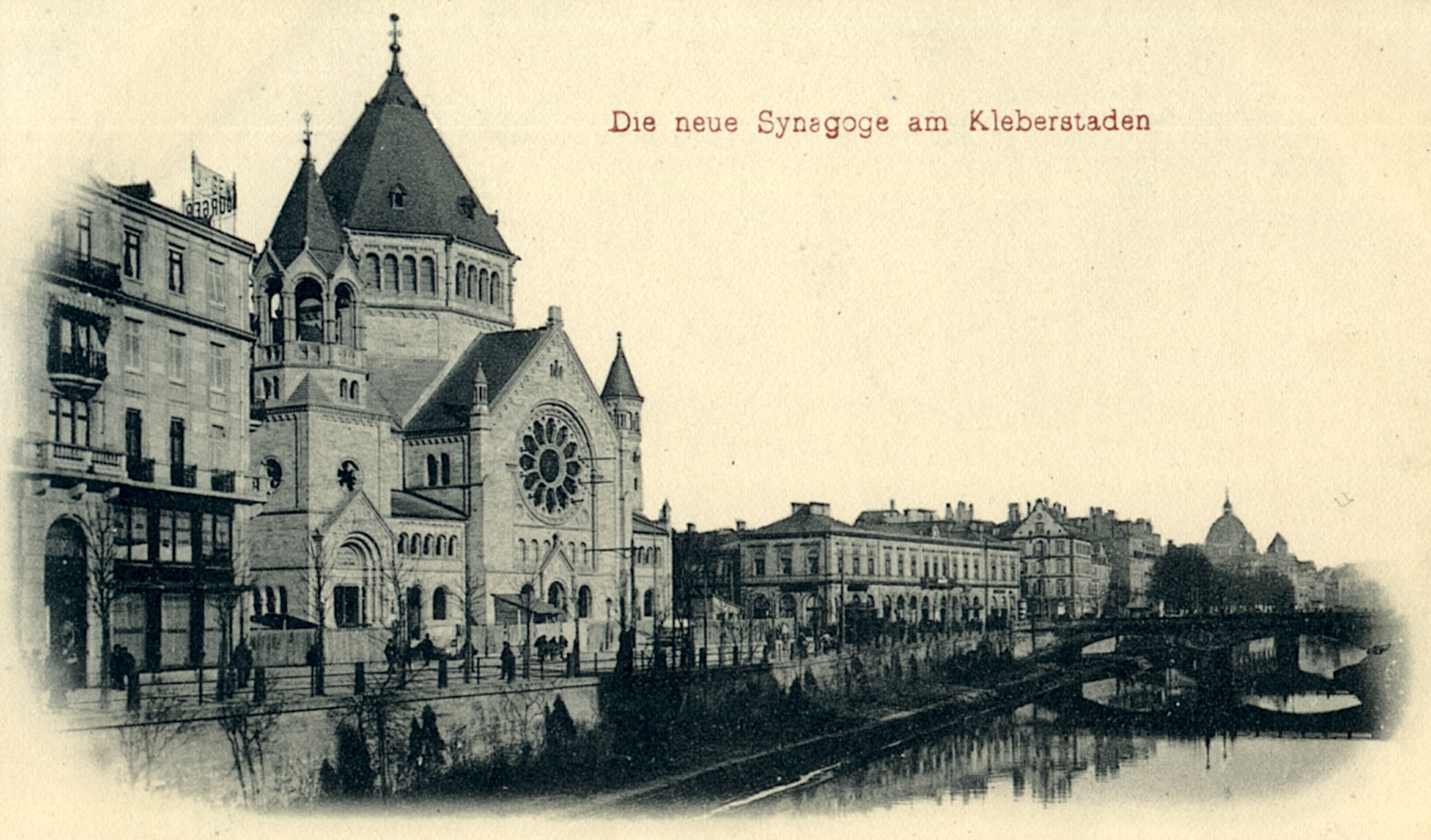
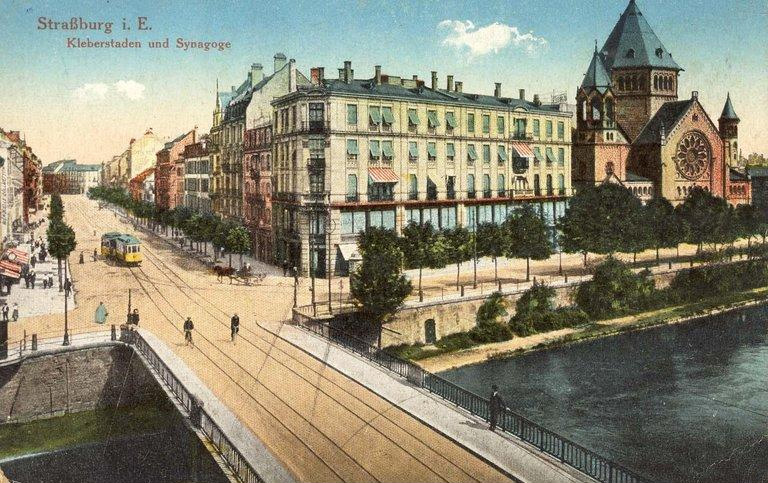

La crescita demografica degli ebrei di Strasburgo intanto non si arrestava; dalle oltre 4.500 unità del 1890 si era passati ai più di 9000 del 1935. Già si facevano piani per la possibile costruzione di un ampio centro comunitario accanto alla sinagoga. Lo scoppio della seconda guerra mondiale e l'occupazione tedesca metteranno drammaticamente fine a questi progetti. Secondo un rituale messo in atto nel 1938 in Germania nella notte dei cristalli e quindi ripetutosi in Europa nei territori ora sotto il controllo diretto del Terzo Reich, gruppi della Gioventù hitleriana entrarono in azione il 12 settembre 1940 dando fuoco alla sinagoga. Un secondo incendio nella notte tra il 30 settembre e il 1º ottobre 1940 ne provocò la completa distruzione. Nel marzo 1941 le autorità naziste resero nota la loro decisione di procedere alla demolizione delle rovine che fu rapidamente avviata nei mesi successivi, finché nel novembre si fece anche ricorso alla dinamite per abbattere le strutture superstiti.
Oggi, non resta alcuna traccia della Sinagoga Quai Kléber di Strasburgo. Nel 1958 la rinata comunità ebraica locale inaugurò in altro luogo la sua nuova sinagoga: la Sinagoga della Pace di Strasburgo. Nell'area dove sorgeva l'antica sinagoga fu eretto il 3 ottobre 1976 un primo memoriale, ampliato quindi nel 1996. Nel 2012 una seconda aggiunta ricorda i francesi dichiarati giusti tra le nazioni.

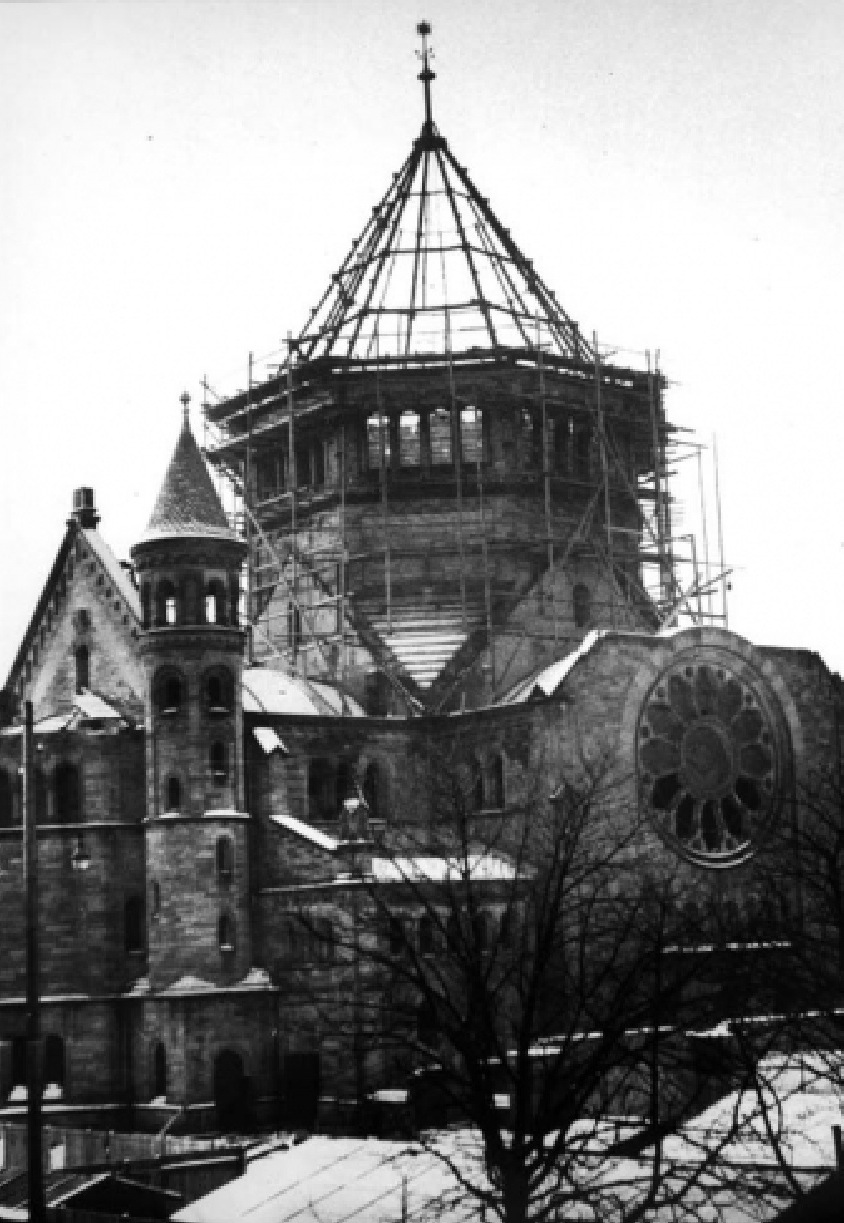
Le rovine della sinagoga nel 1940
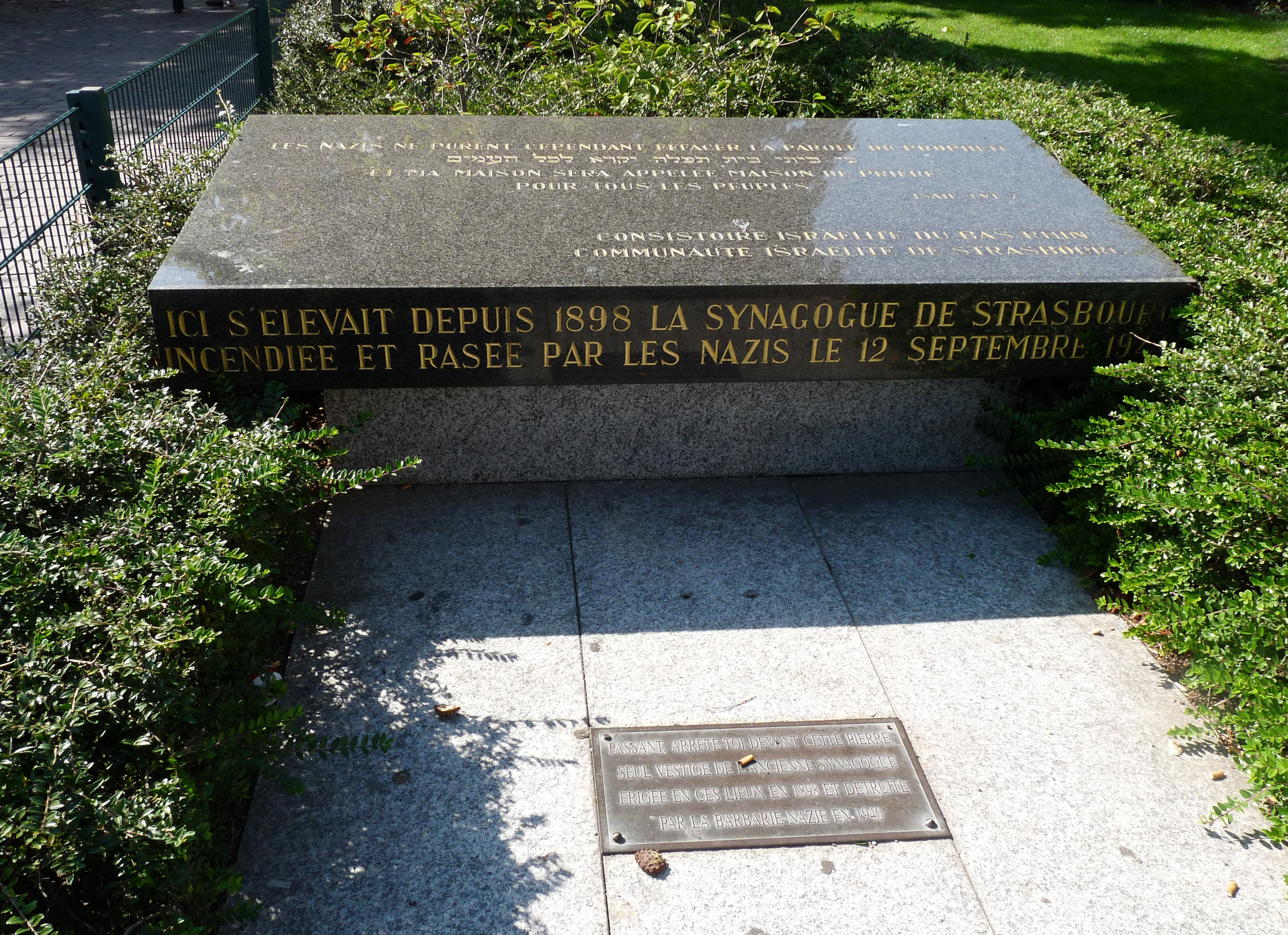
La stele a ricordo della sinagoga
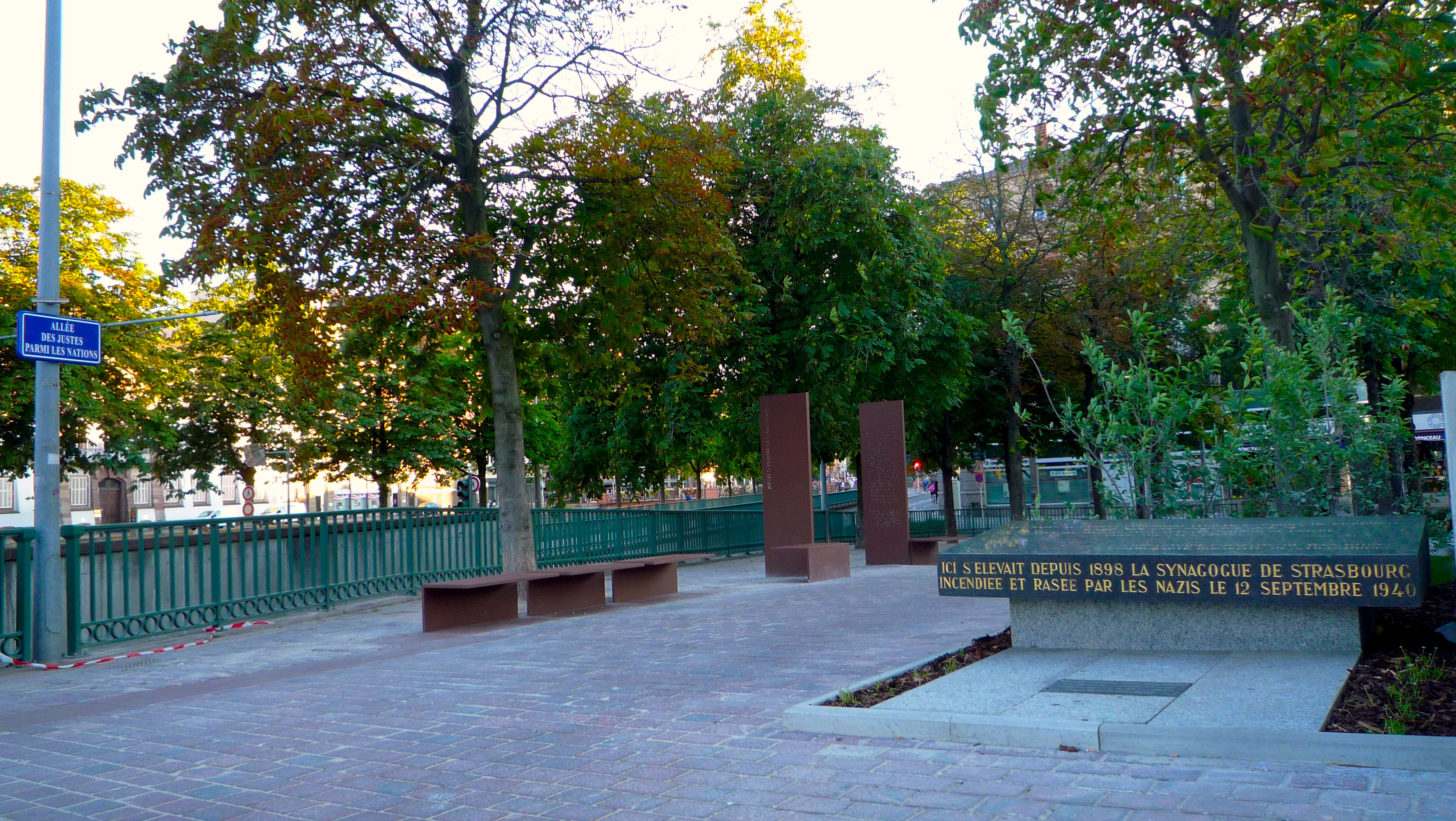
Il memoriale nella sua sistemazione attuale
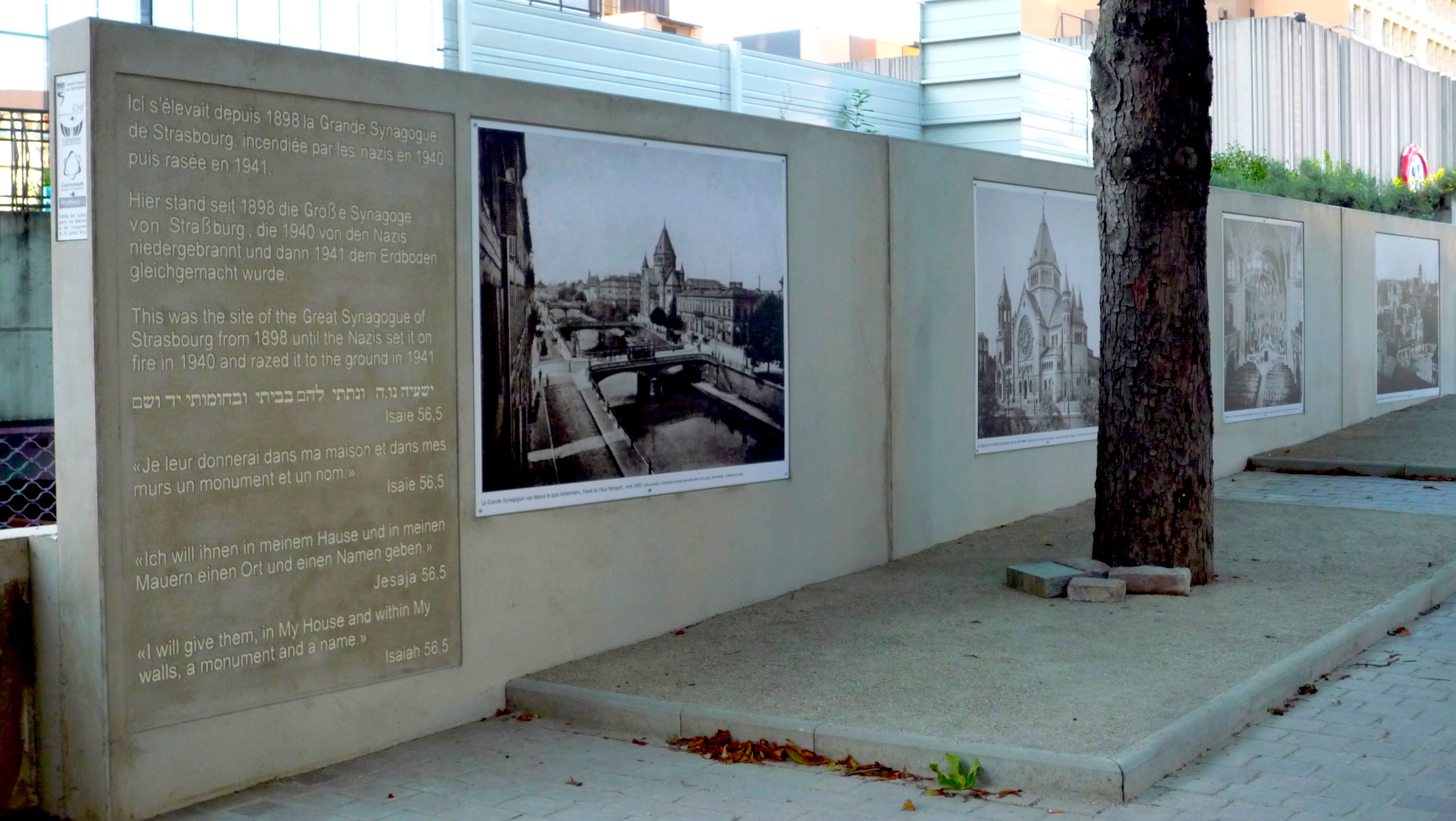
Immagini della sinagoga lungo la "via dei giusti"